# Athim Rooper
Athim Rooper (San José, 18 de octubre de 1978)  es un exfutbolista costarricense que jugaba como delantero y su último equipo fue el Barrio México de la Segunda División de Costa Rica.

## Clubes

### Como jugador
| Club          | País       | Año         |
| ------------- | ---------- | ----------- |
| Herediano     | Costa Rica | 1999 - 2000 |
| Saprissa      | Costa Rica | 2000 - 2001 |
| Limón FC      | Costa Rica | 2001 - 2002 |
| Cartaginés    | Costa Rica | 2002 - 2004 |
| Herediano     | Costa Rica | 2004 - 2005 |
| AD Ramonense  | Costa Rica | 2005        |
| Herediano     | Costa Rica | 2006        |
| Brujas FC     | Costa Rica | 2007        |
| Puntarenas FC | Costa Rica | 2007 - 2008 |
| Pérez Zeledón | Costa Rica | 2008 - 2009 |
| AD Ramonense  | Costa Rica | 2009 - 2011 |
| Orión FC      | Costa Rica | 2012        |
| Barrio México | Costa Rica | 2013        |